# Galeguismo

Logótipo do Partido Galeguista anterior à guerra civil espanhola

O galeguismo é uma ideologia política de tipo nacionalista que tem como objetivo a defesa da Galiza mediante a criação de instituições próprias.

## História
O galeguismo surgiu em meados do século XIX, tendo sido inicialmente formulado como provincialismo e posteriormente como regionalismo. O termo começou a ser utilizado sobretudo quando foram constituídas as Irmandades da Fala, em 1916, altura em que surgiu a corrente nacionalista galega, defendendo o carácter nacional da Galiza. As Irmandades eram uma organização da qual faziam parte a burguesia e os intelectuais, liderada por Antón Vilar Ponte. 
Na década seguinte consolidaram-se duas correntes: a nacionalista, em torno do Partido Galeguista de Castelao, e a republicana autonomista da ORGA, liderada por Santiago Casares Quiroga e Antón Vilar Ponte. Esta última foi integrada, durante a Segunda República Espanhola, na Izquierda Republicana de Azaña.

### Estatuto de 1936
Em 1931 foram redigidos vários anteprojetos e bases para um Estatuto de Autonomia, cujo texto definitivo foi aprovado em dezembro de 1932 na Assembleia de Municípios de Santiago de Compostela. O Estatuto foi aprovado por referendo no dia 28 de junho de 1936 e pelas Cortes espanholas em 1937, mas a Guerra Civil espanhola impediu que fosse imediatamente aplicado. Muitos galeguistas tiveram que se exilar.

### Regime Franquista
Durante o franquismo, o galeguismo foi alvo de perseguições, tendo subsistido através daqueles que estavam exilados. A fundação da Editorial Galaxia, em 1950, foi um dos feitos mais relevantes desta resistência. As novas organizações que foram aparecendo integraram o pensamento marxista e preferiram a denominação de "nacionalistas", tendo adotado a estreleira como bandeira nacionalista dos galegos.

A estreleira, a mais conhecida bandeira nacionalista galega de esquerda

### Pós-franquismo
Após a queda do franquismo, o galeguismo reativou-se. Atualmente, as principais forças políticas galegas definem-se como "galeguistas".